# Parceria Econômica Abrangente do Leste Asiático (CEPEA)
A Parceria Econômica Abrangente da Ásia Oriental (CEPEA) é uma proposta japonesa de cooperação comercial e acordo de livre comércio entre os 16 países membros da Cúpula da Ásia Oriental. Todos esses mecanismos e esforços foram assumidos pela Parceria Econômica Regional Abrangente.

## Países envolvidos
Os 16 países são:
- Sudeste Asiático: os 10 membros da ASEAN
  -  Indonésia
  -  Malásia
  -  Filipinas
  -  Singapura
  -  Tailândia
  -  Brunei
  -  Vietname
  -  Laos
  -  Myanmar
  -  Camboja
- Leste da Ásia: os três membros da ASEAN Plus Three 
  -  China
  -  Japão
  -  Coreia do Sul
- Sul da Ásia e Oceania: 
  -  Índia
  -  Austrália
  -  Nova Zelândia

## Antecedentes
O modelo está em discussão desde 2006, mas ganhou força em 2008 e 2009, quando Índia e ASEAN; e Austrália, Nova Zelândia e ASEAN, respectivamente, concluíram acordos de livre comércio.
A proposta da CEPEA foi apresentada pelo Japão em conjunto com o estabelecimento do Instituto de Pesquisa Econômica da ASEAN e do Leste Asiático (ERIA). Os dois mecanismos foram projetados para apoiar mutuamente a liberalização e a cooperação.
Os detalhes da abordagem e da sua relação com outras propostas para a região, como a Comunidade do Leste Asiático, permanecem obscuros. Uma proposta alternativa baseada nos 13 membros da ASEAN Plus Three é chamada de Acordo de Comércio Livre da Ásia Oriental (EAFTA).
A Terceira Cúpula da Ásia Oriental concordou que um relatório final sobre a proposta da CEPEA seria recebido na Quarta Cúpula da Ásia Oriental  realizada em outubro de 2009.

## Acordo de Livre Comércio do Leste Asiático
Composta por 13 das 16 nações (excluindo Índia, Austrália e Nova Zelândia) que também estão negociando simultaneamente uma Área de Livre Comércio do Leste Asiático.
É uma importante ação para a integração econômica regional, multilateralismo e o livre comércio. Os dois processos não são alternativos e ambos estão sendo perseguidos simultaneamente.

## Arranjos atuais
Atualmente, os 16 membros estão envolvidos em uma série de acordos separados entre os membros do agrupamento. Os 10 membros da ASEAN estabeleceram a Área de Livre Comércio da ASEAN. A Austrália e a Nova Zelândia estabelecem há muito tempo as Relações Econômicas .
Entre os 16 membros, existem acordos bilaterais e multilaterais ou em negociação.

## Visão geral dos acordos atuais
O status atual está resumido abaixo. 
|               | ASEAN     | China                             | Japão                                   | Coreia do Sul | Austrália  | Nova Zelândia | Índia |
| ASEAN         |           |                                   |                                         |               |            |               |       |
| China         | Concluído |                                   |                                         |               |            |               |       |
| Japão         | Concluído | Proposta com o Coreia do Sul      |                                         |               |            |               |       |
| Coreia do Sul | Concluído | Proposta com o Japão ou bilateral | Proposta com a China suspenso bilateral |               |            |               |       |
| Austrália     | Concluído | Negociando                        | Negociando                              | Negociando    |            |               |       |
| Nova Zelândia | Concluído | Concluído                         | Estudo de viabilidade                   | Concluído     | Concluído  |               |       |
| Índia         | Concluído | Proposta                          | Concluído                               | Concluído     | Negociando | Negociando    |       |